# Víctor Saldaño
Víctor Hugo Saldaño (Córdoba, 22 de octubre de 1972) es un ciudadano argentino condenado a la pena de muerte en Estados Unidos. Está preso en el «corredor de la muerte» desde 1996 por haber asesinado a un comerciante estadounidense llamado Paul Ray King, de 46 años, junto a su cómplice mexicano Jorge Chávez.
Actualmente la causa se encuentra cerrada y en etapa de clemencia, es decir que sólo el Gobernador de Texas podría conmutar su pena. De acuerdo con la defensa del argentino, durante el proceso judicial que derivó en condena se habrían violado los derechos humanos del encausado, algo que ratificó la Comisión Interamericana de Derechos Humanos (CIDH) en sus intervenciones.

## Biografía
Nació en la capital cordobesa en octubre de 1972, en el seno de una familia de clase media. Su madre es Lidia Guerrero. No terminó sus estudios secundarios en la Escuela Mecánica de la Armada Argentina, ya que a los 17-18 años de edad salió de la Argentina a conocer al mundo sin dar aviso a su familia. Recorrió el continente americano hasta llegar a Texas. Entremedio estuvo en Brasil visitando a su padre, trabajó en países de Centroamérica y en México y en Estados Unidos, antes de volver a Dallas, fue lavacopas en un restaurant cubano de Nueva York.
Cuando escapó de su hogar, gracias a un camionero llegó a la Ciudad de Salta, en el norte argentino, consiguiendo trabajo en un taller mecánico. Más tarde viajó a Brasil donde encontró a su padre que lo había abandonado a los tres años de edad. Luego envió cartas a su madre y hermanas desde Perú, Guayana Francesa y Venezuela. Vivió temporalmente en Colombia donde formó una pareja y luego en México donde ingresó ilegalmente a los Estados Unidos, viviendo en Nueva York primero y luego en Texas en un barrio humilde y con altos niveles de delincuencia.

## El caso
El 25 de noviembre de 1995 Víctor Saldaño y Jorge Chávez (un ciudadano mexicano amigo de él) se emborracharon y se drogaron, abordando luego al ciudadano estadounidense Paul Ray King (un vendedor de computadoras de 46 años de edad), en el estacionamiento de un supermercado en la localidad de Plano, ubicada al norte Dallas en el estado de Texas. Lo secuestraron en el automóvil de Paul, conduciéndolo a las afueras de la ciudad. Cuando quiso escaparse lo asesinaron a tiros, le quitaron su reloj de plástico y le robaron 50 dólares. Saldaño fue identificado y detenido con un arma y el reloj de Paul.
El Ministerio de Relaciones Exteriores argentino se comunicó con la familia de Saldaño para ponerse a disposición y su madre viajó a presenciar el primer juicio en Dallas.

### Primer juicio
El primer juicio en su contra fue realizado en julio de 1996 por la justicia texana en la localidad de McKinney, condenándolo a muerte mediante una inyección letal. Chávez, al haber confesado el crimen antes que Saldaño, fue condenado a cadena perpetua.
El fallo fue apelado por los abogados, ya que objetaron que la sentencia «estuvo viciada de conceptos racistas». Esto fue aceptado por la Corte Suprema de Estados Unidos, debiendo el Estado de Texas realizar otro juicio.
La condena fue ratificada en 1999 por la Corte Suprema de Justicia del Estado de Texas, siendo apelada por sus abogados y nuevamente ratificada en 2002 y 2004.

### Segunda condena
Saldaño fue nuevamente condenado a muerte en 2005 por Texas. Sus abogados volvieron a apelar el fallo, reclamando tanto en los tribunales de los Estados Unidos como en tribunales internacionales que había sido condenado una persona «carente de toda capacidad de defensa», ya que Saldaño tenía trastornos mentales por llevar más de siete años en el «corredor de la muerte». Su madre y un psiquiatra intentaron sin éxito declarar ante la corte sobre el estado mental.
Durante los juicios, Saldaño se reía, leía revistas, se hamacaba en la silla y se masturbaba. El custodio de él declaró ante el juez que Saldaño le confesó otros asesinatos de los cuales no había evidencia. El jurado declaró que representaba una gran «peligrosidad futura».
Para el jurado no hubo dudas de la "peligrosidad futura" que representaba el cordobés. Nuevamente, Víctor fue condenado a muerte.
La Corte Suprema estadounidense consideró la aplicación de la inyeccón letal como «constitucional» en abril de 2007. Meses después, en agosto del mismo año, la Cámara de Apelaciones en lo Penal de Texas rechazó un pedido de nulidad de la condena.
En 2011 el Departamento de Estado de los Estados Unidos le envió una carta al juez federal del caso diciendo que el asunto es «diplomáticamente importante» para el gobierno estadounidense, quien le indicó a la Comisión Interamericana de Derechos Humanos que realice un proceso de habeas corpus federal. Allí los abogados de Saldaño pidieron en 2015 que actúe ante el gobierno estadounidense para que se lo retire del «corredor de la muerte».
Su madre, quien lo visitó por última vez en 2012, aprovechó la visita oficial del papa Francisco a Washington D. C. en 2015 para que el pontífice argentino pidiera a Barack Obama la nulidad de la condena. En ese último año, el estado texano volvió a solicitar su ejecución, siendo impedida por el consulado de Argentina en Houston. El consulado argentino había colaborado en todas las apelaciones.

### Corredor de la muerte

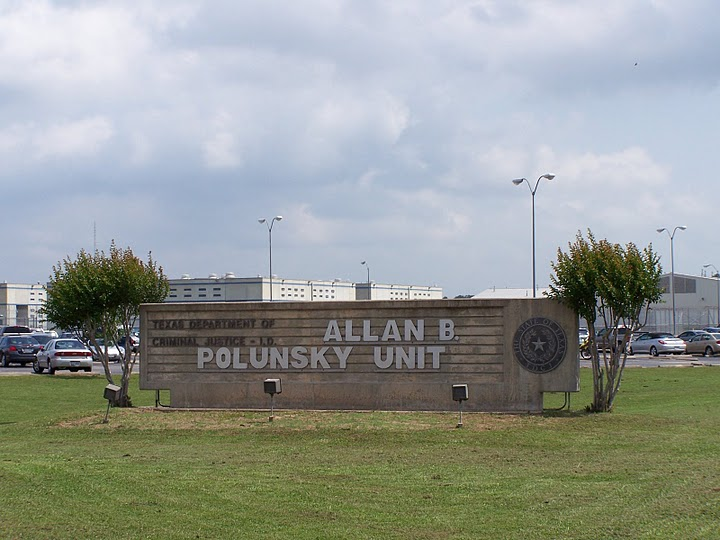
Unidad Allan B. Polunsky, una prisión del Departamento de Justicia Criminal de Texas (TDCJ) en West Livingston, donde se encuentra alojado el argentino Víctor Saldaño.

Actualmente, Saldaño se encuentra en la cárcel Unidad Allan B. Polunsky, una prisión del Departamento de Justicia Criminal de Texas (TDCJ) en West Livingston, un área no incorporada en el condado de Polk (estado de Texas), cerca de la ciudad de Livingston (Estados Unidos).
Víctor Hugo Saldaño ha pasado los últimos 28 años (desde septiembre de 1996) en el corredor de la muerte en dos cárceles de Texas. En ese Estado, desde 1976 fueron ejecutadas 515 personas. En ese mismo lapso, 144 presos fueron liberados del «corredor de la muerte» porque no eran culpables.
Hasta el momento y en gran cantidad de ocasiones, los representantes de Saldaño presentaron habeas corpus para finalizar con las condiciones extremas del «corredor de la muerte», pidiendo que sea trasladado a una cárcel común manteniendo los cargos.
El número con el que se puede encontrar en la página de "TDCJ" es: "999203"

## En la cultura popular

### Cita del papa Francisco
¡Si habré rezado por ese cordobesito!
Papa Francisco, 5 de febrero de 2014

### Documental
- 2014: Saldaño, un sueño dorado, un documental del periodista Raúl Viarruel que cuenta el derrotero judicial del argentino.[14] En una carta desde la cárcel, Víctor dijo que le parecía bien que se hiciera ese film.[2]

- 2024: Historias Innecesarias: Victor Saldaño - Único argentino en el Corredor de la Muerte, de Damian Kuc. Víctor Hugo Saldaño es el único ciudadano argentino condenado a muerte, luego de una sentencia con tintes racistas, que espera su ejecución en el Corredor de la Muerte, en Texas. Desde 1996, pasa 23 horas al día en una celda de 6 metros cuadrados.[15]